# Mrówkojadek
Mrówkojadek (Cyclopes) – rodzaj ssaków z rodziny mrówkojadkowatych (Cyclopedidae).

## Rozmieszczenie geograficzne
Rodzaj obejmuje gatunki występujące w Ameryce.

## Morfologia
Długość ciała (bez ogona) 185–215 mm, długość ogona 170–295 mm, długość ucha 10–18 mm, długość tylnej stopy 30–50 mm; masa ciała 155–300 g.

## Systematyka
Rodzaj zdefiniował w 1821 roku angielski zoolog John Edward Gray w artykule zatytułowanym O naturalnym układzie zwierząt kręgowych, opublikowanym w czasopiśmie „The London Medical Repository”. Gatunkiem typowym jest (oznaczenie monotypowe) mrówkojadek jedwabisty (C. didactylus).

### Etymologia
- Cyclopes: gr. κυκλωψ kuklōps, κυκλωπος kuklōpos ‘okrągłooki’, od κυκλος kuklos ‘okrąg’[18].
- Didactyles (Didactyla): gr. δι- di- ‘podwójny’, od δις dis ‘dwa razy’, od δυο duo ‘dwa’; δακτυλος daktulos ‘palec’[19]. Gatunek typowy: Cuvier nie wyznaczył typu nomenklatorycznego; w nowej definicji (Liais, 1872) gatunkiem typowym jest (oznaczenie monotypowe) Myrmecophaga didactyla Linnaeus, 1758.
- Myrmydon (Myrmidon): gr. μυρμηδων murmēdōn ‘mnóstwo mrówek’[20]. Gatunek typowy (oznaczenie monotypowe): Myrmecophaga didactyla Linnaeus, 1758.
- Myrmecolichnus: gr. μυρμηξ murmēx, μυρμηκος murmēkos ‘mrówka’; λιχνος likhnos ‘łakomy, żarłoczny’[20]. Gatunek typowy (oznaczenie monotypowe): Myrmecolichnus didactylus Reichenbach, 1836 (= Myrmecophaga didactyla Linnaeus, 1758).
- Eurypterna: gr. ευρυς eurus ‘szeroki’; πτερνα pterna ‘pięta’[21]. Gatunek typowy (oznaczenie monotypowe): Myrmecophaga didactyla Linnaeus, 1758.
- Cyclothurus (Cycloturus, ): gr. κυκλωτος kuklōtos ‘zaokrąglony’, od κυκλος kuklos ‘okrąg’; ουρα oura ‘ogon’[22]. Gatunek typowy (oznaczenie monotypowe): Myrmecophaga didactyla Linnaeus, 1758.
- Mamcyclothurus: modyfikacja zaproponowana przez meksykańskiego przyrodnika Alfonso Luisa Herrerę w 1899 roku polegająca na dodaniu do nazwy rodzaju przedrostka Mam (od Mammalia)[23].

### Podział systematyczny
We wcześniejszych ujęciach systematycznych do rodzaju należał jeden gatunek – C. didactylus; jednak podczas rewizji taksonomicznej rodzaju Cyclopes przeprowadzonej w 2018 roku wyodrębniono z C. didactylus trzy gatunki (dorsalis, ida i catellus) oraz opisano trzy nowe. W takim ujęciu do rodzaju należą następujące gatunki:
| Grafika | Gatunek             | Autor i rok opisu                                         | Nazwa zwyczajowa       | Podgatunki         | Rozmieszczenie geograficzne | Podstawowe wymiary                              | Status IUCN |
| ------- | ------------------- | --------------------------------------------------------- | ---------------------- | ------------------ | --- | ----------------------------------------------- | ----------- |
|         | Cyclopes dorsalis   | (J.E. Gray, 1865)                                         |                        | gatunek monotypowy | południowy Meksyk do międzyandyjskich dolin w Kolumbii i wzdłuż wybrzeży Oceanu Spokojnego w Kolumbii i Ekwadorze                                                  | DC: 18,5–21 cm DO: 17–22 cm MC: 155–275 g       | NE          |
|         | Cyclopes didactylus | (Linnaeus, 1758)                                          | mrówkojadek jedwabisty | gatunek monotypowy | wschodnia Kolumbia, wschodnia i południowa Wenezuela, Trynidad i Tobago (Trynidad), region Gujana oraz północna i północno-wschodnia Brazylia                      | DC: około 20 cm DO: 16,5–29 cm MC: około 300 g  | LC          |
|         | Cyclopes ida        | O. Thomas, 1900                                           |                        | gatunek monotypowy | na zachód i południe od rzeki Rio Negro, na południe od rzeki Amazonka; zapisy we wschodnich Andach w Kolumbii; północne granice zasięgu nieznane                  | DC: brak danych DO: brak danych MC: brak danych | NE          |
|         | Cyclopes thomasi    | Miranda, Casali, Perini, F.A. Machado & F.R. Santos, 2018 |                        | gatunek monotypowy | wscgodnio-środkowe Peru (rzeka Juruá na południowy zachód do rzeki Ukajali) na wschód do Brazylii (rzeka Madeira); wschodnie granice zasięgu niepewne              | DC: brak danych DO: brak danych MC: brak danych | NE          |
|         | Cyclopes rufus      | Miranda, Casali, Perini, F.A. Machado & F.R. Santos, 2018 |                        | gatunek monotypowy | endemit Brazylii: międzyrzecze pomiędzy rzekami Madeira i Aripuanã; północne granice zasięgu prawdopodobnie na rzece Amazonka, południowe granice zasięgu nieznane | DC: brak danych DO: brak danych MC: brak danych | NE          |
|         | Cyclopes xinguensis | Miranda, Casali, Perini, F.A. Machado & F.R. Santos, 2018 |                        | gatunek monotypowy | endemit Brazylii: pomiędzy rzekami Madeira i Xingu, na północ do rzeki Amazonka; południowe granice zasięgu nieznane                                               | DC: brak danych DO: brak danych MC: brak danych | NE          |
|         | Cyclopes catellus   | O. Thomas, 1928                                           |                        | gatunek monotypowy | endemit Boliwii: prawdopodobnie zalesione zbocza Andów | DC: brak danych DO: brak danych MC: brak danych | NE          |

Kategorie IUCN:  LC  – gatunek najmniejszej troski;  NE  – gatunki niepoddane jeszcze ocenie.